# Friedrich August Bouterwek
Friedrich August Bouterwek (* 9. Februar 1806 in Friedrichshütte bei Tarnowitz  (heute:  Tarnowskie Góry) in Oberschlesien; † 11. November 1867 in Paris) war ein deutscher Historienmaler.

## Leben und Wirken
Nach den ersten Schuljahren in seiner Heimatstadt besuchte Friedrich August Bouterwek ab 1820 das Joachimsthalsche Gymnasium und später das Französische Gymnasium in Berlin. Dort bekam er bei dem Maler August von Kloeber und dem Architekten Johann Matthäus von Mauch (1792–1856) Unterricht im Zeichnen.
Ab 1822 begann sein Studium an der Königlich Preussischen Akademie der Künste, wo er unter anderem Schüler von Karl Wilhelm Kolbe d. J. war. In dieser Zeit entstanden zahlreiche Porträts von Berliner Persönlichkeiten. An den jährlich stattfindenden Akademieausstellungen, die er von 1826 bis 1848 beschickte, nahm er jedoch vorwiegend mit Motiven aus der antiken Mythologie und dem Alten Testament teil. Mit dem Gemälde Ägeus erkennt seinen Sohn Theseus und hindert ihn, das Gift der Medea zu trinken gewann Bouterwek 1832 die Konkurrenz für die Historienmalerei und bekam den von der Akademie vergebenen „Großen Staatspreis“ verliehen. Damit war ein dreijähriges Reisestipendium verbunden, das ihm die Weiterbildung in Rom und an anderen Orten ermöglichte.
Um seine Kenntnisse in der Ölmalerei zu erweitern, ging Bouterwek 1833 über Düsseldorf, Aachen, Brüssel und Valenciennes zunächst nach Paris  und fand Aufnahme im Atelier des Historienmalers Paul Delaroche. Nach einjähriger Tätigkeit reiste er 1834 über Venedig, Mantua, Bologna sowie Florenz nach Rom und traf mit dem Historienmaler und Direktor der Académie de France à Rome Horace Vernet zusammen. Nach kurzem Aufenthalt mit Vernet in Turin, kehrte Bouterwek 1835 nach Paris zurück.
Weiterhin im Atelier von Delaroche tätig, fertigte er 1835/1836 im Auftrag des französischen Königs Louis-Philippe I. einige Gemäldekopien für das „Musée historique de Versailles“  und ließ sich 1836 in der Liste der Kopisten des Musée du Louvre registrieren. Im Jahr 1838 begleitete er Horace Vernet nach Berlin, wo sie Aufträge vom russischen Zaren Nikolaus I. und dem preußischen Königshaus, in der Regierungszeit Friedrich Wilhelms III., erhielten. Anschließend ließ sich Bouterwek endgültig in Paris nieder.
In den 1840er-Jahren beschäftigte er sich in Paris und Umgebung hauptsächlich mit der Kirchenmalerei. Viele Aufträge vermittelte ihm der befreundete Architekt Jakob Ignaz Hittorf. Außerdem schuf Bouterwek zahlreiche Historienbilder. Wie auf den Berliner Akademieausstellungen, zeigte er seine Werke von 1837 bis 1863 ebenfalls regelmäßig auf dem Salon de Paris. Das Gemälde Die Begegnung Isaacs mit Rebekka wurde 1841 mit der goldenen Medaille erster Klasse ausgezeichnet. Ein Artikel in der belletristischen Beilage „Didaskalia“ des Frankfurter Journals lässt erkennen, dass das Werk im Vorfeld nicht bei jedermann Beachtung fand:

„Die Pariser Journale‘, […], hatten des Gemäldes des bescheidenen deutschen Künstlers mit keiner Silbe bedacht, und selbst der Direktor des Museums, der nur die ihm besonders empfohlenen Künstler protegirt, ließ das großartige Werk des Hrn. Bouterwek, die Begegnung Isaak's mit Rebekka vorstellend, in einem finstern Winkel aufhängen. So geschah es, daß, während so viele französische Sudeleien als Gemälde von Werth angepriesen wurden, Niemand, mit Ausnahme der Revue du Salon, […] ein Wort fand, um ein gediegenes deutsches Künstlertalent hervorzuheben. Ludwig Philipp allein […] erkannte das Verdienst des schönen Gemäldes des Hrn. Bouterwek, und […] ließ […] vor einigen Tagen dem Hrn. Bouterwek die goldene Medaille erster Klasse zustellen; wobei bemerkenswerth ist, daß der König dieses Jahr nur zwei andere goldene Medaillen erster Klasse vertheilt hat, obwohl die Ausstellung an 2000 Nummern zählte.“

In den Jahren 1841 und 1845 beschickte Bouterwek zudem die Kunstausstellungen in Boulogne-sur-Mer und 1841 in Lyon und Köln. Außerdem reiste er 1846 im Auftrag Louis-Philipps nach London, um im Hampton Court Palace Kopien von Gemälden des Renaissance-Malers Hans Holbein d. J. anzufertigen.
Trotz seiner künstlerischen Erfolge hatte Friedrich August Bouterwek offenbar finanzielle Probleme. Aus einem Brief an den preußischen König Friedrich Wilhelm IV. geht hervor, dass er 1852 um eine Anstellung am preußischen Hof bat. Da der Bitte nicht entsprochen wurde, blieb er in Paris und starb dort 1867 als inzwischen französischer Staatsbürger.

## Werke (Auswahl)

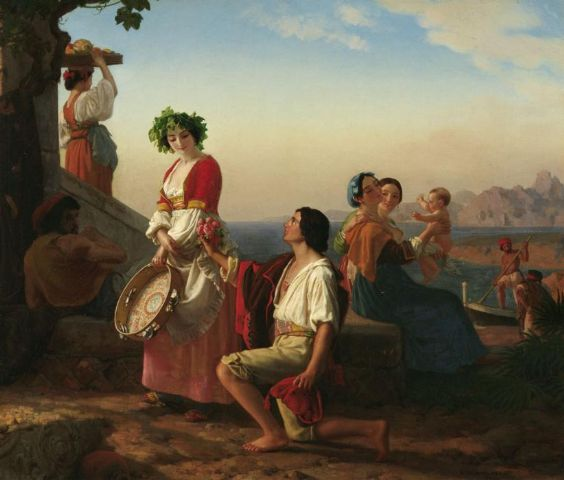
Die Liebeserklärung

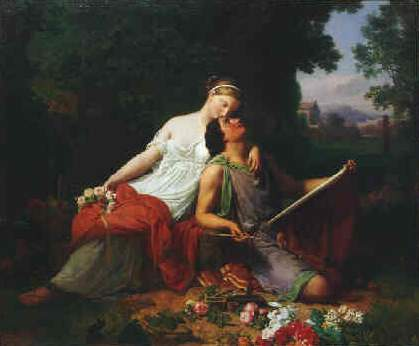
Der Maler und seine Muse

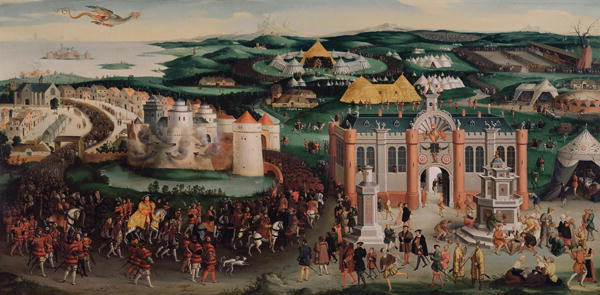
Begegnung auf dem „Field of the Cloth of Gold“ am 7. Juni 1520

- Herkules und Omphale (im Schloss Glienicke, Berlin)
- Orest von den Furien verfolgt
- Triton und Nereide
- Hagen und die Donaunixen (1830 auf der Akademieausstellung vorgestellt)
- Aegeus und Theseus, 1832
- Haimon und Kreon, 1832
- Orest von den Eumeniden verfolgt, am Omphalos in Pytho, 1833/1834
- Romeos Abschied von Julia, 1836
- Virtuose champêtre (1838 auf dem Salon de Paris vorgestellt)
- Ein Abend auf dem Capo di Sorrento (1839 auf der Akademieausstellung vorgestellt)
- Die Begegnung Isaaks mit Rebekka, 1840
- Philippus tauft den Kämmerer der Mohrenkönigin Kandake
- Bacchant mit Bacchantin
- Die Liebeserklärung
- Der Maler und seine Muse
- L'aubade, 1848
- Begegnung auf dem „Field of the Cloth of Gold“ am 7. Juni 1520
- Weitere Bilder mit religiösen Motiven unter anderem für die Pariser Kirchen Saint-Ambroise, Saint-Nicolas-du-Chardonnet, Saint-Jacques-du-Haut-Pas, Saint-Vincent-de-Paul und Saint-Denis in Argenteuil